# Chromosome 5 humain
Le chromosome 5 est un des 24 chromosomes humains. C'est l'un des 22 autosomes.

## Caractéristiques du chromosome 5
- Nombre de paires de base : 180 857 866
- Nombre de gènes : 970
- Nombre de gènes connus : 834
- Nombre de pseudo gènes : 434
- Nombre de variations des nucléotides (S.N.P ou single nucleotide polymorphisme) : 522 234

## Anomalies chromosomiques décrites au niveau du chromosome 5
- La délétion du bras court de ce chromosome est responsable de la maladie du cri du chat en rapport avec le cri monochromatique aigu qui permet le diagnostic de cette maladie. C'est la perte du gène TERT, codant la télomérase reverse transcriptase, situé sur le locus p15.2 qui est responsable du cri aigu de cette maladie.
- Syndrome du cri du chat : la Monosomie 5p, d'abord décrite en 1963 par Lejeune et son équipe, est une entité clinique bien reconnue et le diagnostic peut aisément être fait à la naissance. En revanche, le diagnostic de trisomie 5p*, responsable d’un syndrome dysmorphique multiple, est plus difficile et habituellement fait sur l'analyse chromosomique[1].

## Maladies localisées sur le chromosome 5
- La nomenclature utilisée pour localiser un gène est décrite dans l'article de celui-ci
- Les maladies en rapport avec des anomalies génétiques localisées sur le chromosome 5 sont :

| Maladies localisées sur le chromosome 5                                | Maladies localisées sur le chromosome 5 | Maladies localisées sur le chromosome 5 | Maladies localisées sur le chromosome 5 | Maladies localisées sur le chromosome 5 | Maladies localisées sur le chromosome 5    |  |
| ---------------------------------------------------------------------- | --------------------------------------- | --------------------------------------- | --------------------------------------- | --------------------------------------- | ------------------------------------------ |  |
| Pathologie                                                             | Transmission                            | O.M.I.M                                 | Locus                                   | Gène                                    | Protéine codée par le gène                 |  |
| Bras long                                                              |                                         |                                         |                                         |                                         |                                            |  |
| Lymphœdème congénital primaire                                         | Dominante                               | 153100                                  | q35.3                                   | FLT4                                    |                                            |  |
| Syndrome de Sotos                                                      |                                         |                                         | q35                                     |                                         |                                            |  |
|                                                                        |                                         |                                         |                                         |                                         |                                            |  |
| Tétralogie de Fallot Synesthesie                                       |                                         |                                         | Q34                                     | GABRA1                                  |                                            |  |
| Dystrophie musculaire des ceintures Type 2F                            |                                         |                                         | Q33                                     |                                         |                                            |  |
|                                                                        |                                         |                                         |                                         |                                         |                                            |  |
| Atélostéogenèse de type II                                             |                                         |                                         | Q32-33.1                                | SLC26A2                                 |                                            |  |
| Dysplasie épiphysaire multiple récessive                               |                                         |                                         | Q32-33.1                                | SLC26A2                                 |                                            |  |
| Maladie de Charcot-Marie-Tooth type 4C                                 |                                         |                                         | Q32                                     | SH3TC2                                  |                                            |  |
| Syndrome de Treacher Collins                                           |                                         |                                         | Q32                                     |                                         |                                            |  |
|                                                                        |                                         |                                         |                                         |                                         |                                            |  |
| Achondrogenèse                                                         |                                         |                                         | Q31.34                                  |                                         |                                            |  |
| Nanisisme diastrophique                                                |                                         |                                         | Q31.34                                  | SLC36A2                                 |                                            |  |
| Surdité non syndromique                                                |                                         |                                         | Q31                                     |                                         |                                            |  |
| Dystrophie musculaire des ceintures Type 1A                            |                                         |                                         | Q31                                     |                                         |                                            |  |
| Myopathie avec surcharge en desmine                                    | Dominante                               | 601419                                  | q31                                     | TTID                                    |                                            |  |
| Syndrome de Marinesco-Sjögren                                          | Récessive                               | 248800                                  | q31                                     | SIL1                                    |                                            |  |
| Maladie de Wagner                                                      | Dominante                               | 143200                                  | q14.3                                   | VCAN                                    | CSPG2 = chondroitin sulfate proteoglycan 2 |  |
| Polypose adénomateuse familiale Syndrome de Gardner Syndrome de Turcot |                                         |                                         | Q2                                      |                                         |                                            |  |
|                                                                        |                                         |                                         |                                         |                                         |                                            |  |
|                                                                        |                                         |                                         |                                         |                                         |                                            |  |
|                                                                        |                                         |                                         |                                         |                                         |                                            |  |
|                                                                        |                                         |                                         |                                         |                                         |                                            |  |
|                                                                        |                                         |                                         |                                         |                                         |                                            |  |
|                                                                        |                                         |                                         |                                         |                                         |                                            |  |
|                                                                        |                                         |                                         | Q1                                      |                                         |                                            |  |
| Bras court                                                             |                                         |                                         |                                         |                                         |                                            |  |
| Insuffisance antéhypophysaire par mutation du gène PROP1               |                                         |                                         | P11                                     |                                         |                                            |  |
| Maladie de Hirschsprung                                                |                                         |                                         | P12                                     |                                         |                                            |  |
|                                                                        |                                         |                                         | P13                                     |                                         |                                            |  |
|                                                                        |                                         |                                         |                                         |                                         |                                            |  |
| Syndrome de Cornelia de Lange                                          | Dominante                               | 122470                                  | p13.1                                   | NIPBL                                   |                                            |  |
| Syndrome du cri du chat                                                |                                         |                                         |                                         |                                         |                                            |  |
|                                                                        |                                         |                                         |                                         |                                         |                                            |  |
|                                                                        |                                         |                                         |                                         |                                         |                                            |  |
|                                                                        |                                         |                                         |                                         |                                         |                                            |  |
|                                                                        |                                         |                                         |                                         |                                         |                                            |  |
|                                                                        |                                         |                                         |                                         |                                         |                                            |  |
|                                                                        |                                         |                                         |                                         |                                         |                                            |  |
|                                                                        |                                         |                                         |                                         |                                         |                                            |  |